# Jabuti-piranga
O jabuti-piranga  (nome científico: Chelonoidis carbonarius), também referido popularmente como jabuti, jaboti ou jabutim, é uma réptil da família dos testudinídeos (Testudinidae). É uma espécie endêmica da América Central, América do Sul e Caribe, com ampla ocorrência em vários países. Seu habitat natural varia de savana a bordas de floresta ao redor da Bacia Amazônica. É onívora, com uma dieta baseada numa grande variedade de folhas de plantas, principalmente frutas, gramíneas, flores, fungos, detritos, pequenos vertebrados e invertebrados. Possui carapaça (concha superior) escura (quase preta) em formato de "pão", com uma mancha mais clara no meio de cada escudo (segmento da concha) e um plastrão (barriga) um pouco mais claro. Possui também membros escuros pontilhados por escamas de cores vibrantes, de onde deriva seu nome, que variam do amarelo-claro ao vermelho vivo ou escuro. Diferenças visíveis são notadas entre os jabutis-pirangas de diferentes ecorregiões.
Os jabutis-pirangas são popularmente mantidas como animais de estimação. A coleta excessiva de ovos e a captura de animais adultos de seu habitat nativo fizeram com que fossem listadas como "vulneráveis" à extinção, apesar da relativa facilidade de reprodução em cativeiro e da disponibilidade de tartarugas criadas em cativeiro. Além disso, muitos grupos tribais remotos que vivem na América do Sul ainda consideram-nos uma fonte básica de carne, e muitos desconhecem a situação geral da espécie; muitos viajantes e ativistas relatam ter indivíduos vivos à venda em mercados onde se vendem carne de caça e animais vivos. Ovos, filhotes e até mesmo tartarugas adultas são alimento para muitos predadores animais, incluindo jacarés, crocodilos e ariranhas (se perto da água), bem como aves de rapina, cachorros-vinagre, onças-pintadas, jaguarundis, gatos-maracajás, certos macacos do Novo Mundo, jaguatiricas, onças-pardas e iraras. A densidade populacional varia de comum localmente a muito escassa, devido, em parte, à destruição do habitat e à já mencionada coleta excessiva de alimentos e ao comércio de animais de estimação.

## Etimologia
O nome popular jabuti ou jabutim, empregado no contexto da herpetologia, deriva do tupi yawo'ti. Foi registrado em 1624 como jubatins, em ca. 1698 como jabutys e em ca. 1777 como jabutí. Piranga deriva do tupi pi'ranga, "vermelho". A forma é atestada em compostos como tiepiranga (1587, apud Dicionário Histórico do Português do Brasil (DHPB)) e tie pirãga (1591, apud Dicionário Histórico das Palavras Portuguesas de Origem Tupi (DHPT)), de onde se depreende sua datação histórica. O nome do gênero Chelonoidis tem origem no grego khelṓnē (χελώνη), que significa "tartaruga", enquanto o epíteto específico deriva do latim carbonarius, -a, -um, que significa "relativo ao carvão".

## Taxonomia e sistemática
O jabuti-piranga foi classificado pela primeira vez por Johann Baptist von Spix em 1824, com o nome Testudo carbonaria. O holótipo foi mantido na Coleção Estatal de Zoologia da Baviera em Munique, Alemanha, mas foi perdido. Paulo Vanzolini acredita que pode ter vindo de perto da cidade de Manaus, Brasil, no Rio Negro. Nenhuma subespécie de jabuti-piranga é reconhecida, embora muitos acreditem que a espécie tenha cinco ou mais variantes que podem ser subespécies ou espécies distintas. Em 1835, Leopold Fitzinger utilizou Geochelone para diferenciar algumas tartarugas não mediterrâneas e Chelonoidis como subgênero às espécies da América do Sul. Em 1982, Roger Bour e Charles Crumly separaram Geochelone em gêneros diferentes com base em diferenças anatômicas, especialmente nos crânios. Isso resultou na formação ou restauração de vários gêneros: Aldabrachelys, Astrochelys, Cylindraspis, Indotestudo, Manouria e Chelonoidis. Chelonoidis foi distinguido de outros Geochelone por sua localização na América do Sul, bem como pela ausência da placa nucal (a placa marginal centrada sobre o pescoço), pela presença de uma supracaudal grande e indivisa (a placa ou placas diretamente sobre a cauda) e diferenças no crânio. Muitos desses nomes genéricos ainda são debatidos; Por exemplo, nenhuma definição específica de Geochelone é dada, e Chelonoidis é usado principalmente para geografia, em vez de características anatômicas únicas.

### História evolucionária
O gênero Chelonoidis possui duas subcategorias principais baseadas na aparência e no habitat: os grupos C. carbonarius e C. chilensis. O grupo C. carbonarius inclui os jabutis-pirangas e jabutis-tingas (Chelonoidis denticulatus), intimamente relacionadas, que claramente compartilham um ancestral comum. O grupo C. chilensis inclui a tartaruga-do-chaco (C. chilensis) e a tartaruga-das-galápagos (C. niger), que compartilham habitats semelhantes e uma aparência básica, mas, de resto, não parecem estar intimamente relacionadas. A relação entre os grupos não é clara. Estudos de DNA sugerem que o grupo carbonarius pode estar relacionado às tartarugas-de-dorso-articulado africanas (espécie Kinixys). Isso sugere que podem ter vindo de Gondwana antes de sua separação em África e América do Sul, há cerca de 130 milhões de anos. Acredita-se que uma forma ancestral de cerca de 5 milhões de anos, Chelonoidis hesterna (Auffenberg 1971), tenha vivido em florestas úmidas e se dividido em duas espécies no Mioceno, com os jabutis-tingas permanecendo nas florestas densas e os jabutis-pirangas colonizando as bordas das florestas e as savanas emergentes. À medida que o clima e a topografia mudaram, grupos de jabutis-pirangas tornaram-se fisicamente separados e geneticamente isolados.

## Descrição

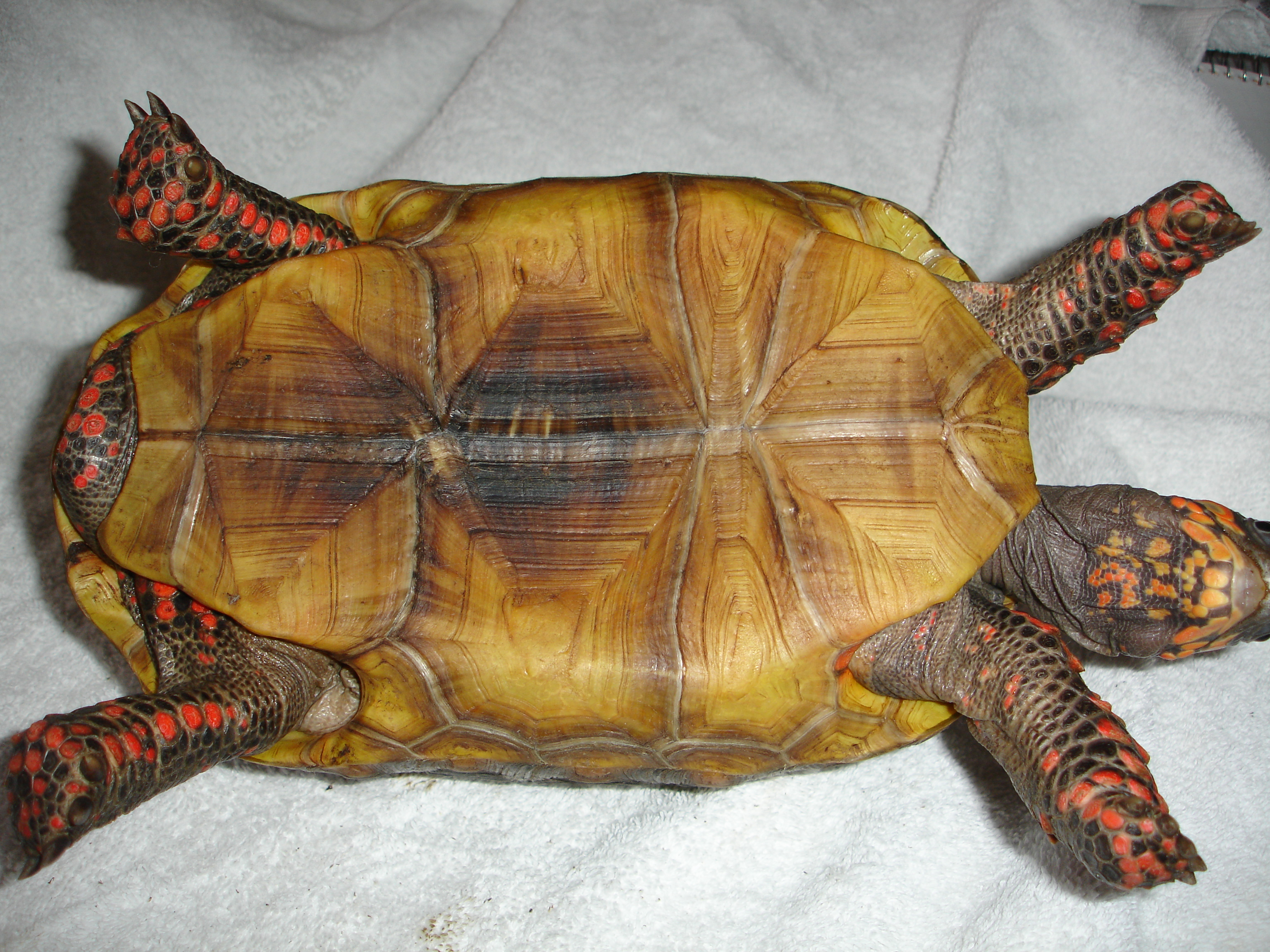
Plastão de um adulto macho

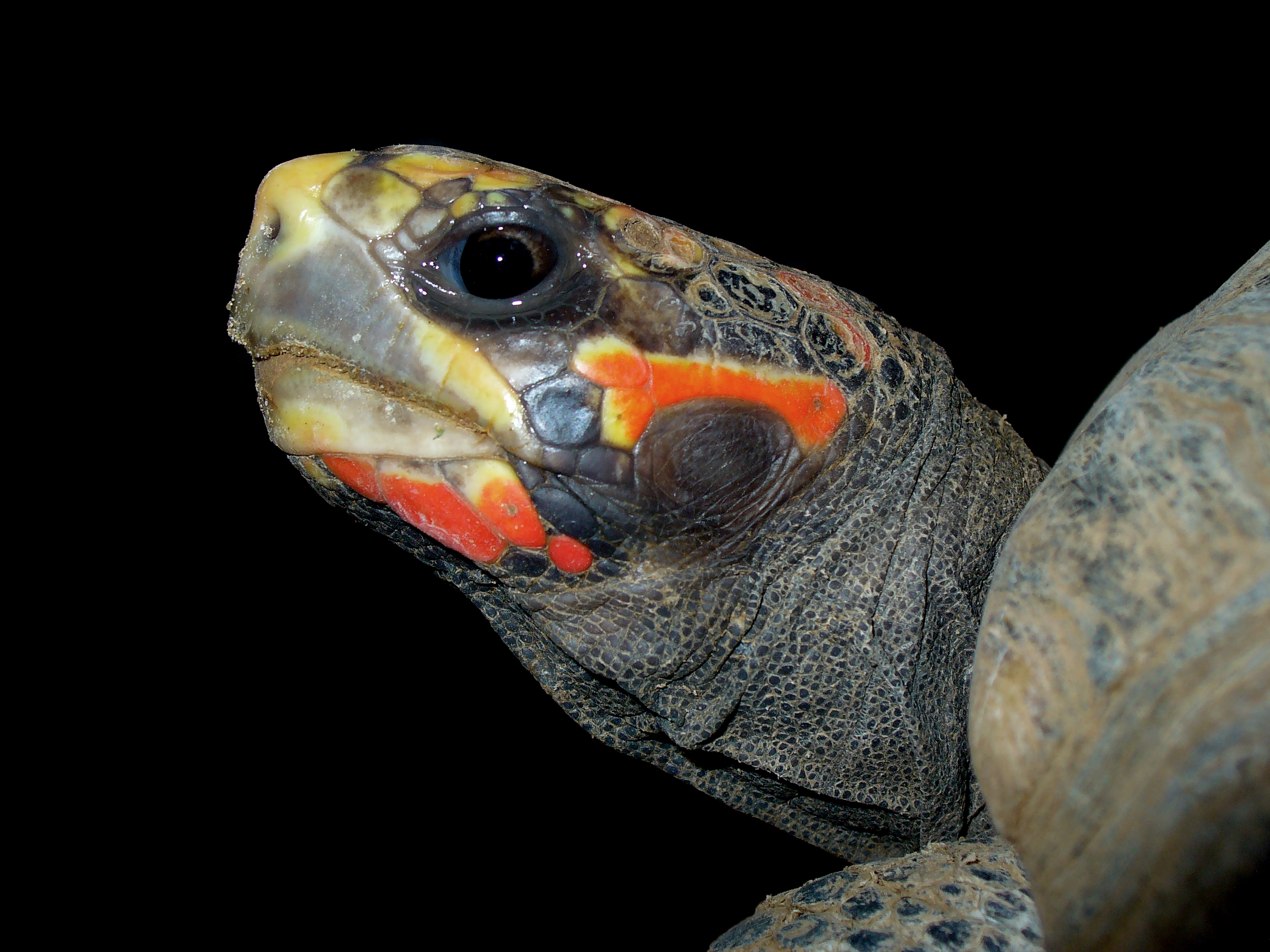
Indivíduo visto de perfil

A carapaça do jabuti-piranga apresenta coloração que varia do marrom ao marrom-escuro, com escudos marcados por uma aréola central clara. As porções periféricas dos escudos tendem ao marrom-dourado, com bordas geralmente marrom-escuras. O plastrão (concha inferior) é espesso ao longo das bordas, podendo variar do amarelo-claro ao amarelo-escuro. Os gulares (par frontal de escudos do plastrão) não se projetam muito além da frente da carapaça. As escamas dos membros e da cauda são espessas, com coloração entre o amarelo e o laranja-avermelhado escuro. Os membros são cilíndricos, com cinco garras nos anteriores e quatro nos posteriores, mas sem dedos visíveis; os anteriores são levemente achatados, com grandes escamas na face frontal, geralmente da mesma cor da cabeça, embora menos proeminentes que em espécies mais primitivas, como a tartaruga-de-esporas-africana (Centrochelys sulcata). A cauda é musculosa, sem garra terminal, e varia de forma e comprimento conforme o sexo.
Na cabeça, as escamas dorsais têm margens escuras e aspecto fragmentado. As escamas parietais são mais finas e as frontais tendem a ser mais claras. Os machos são, em média, maiores que as fêmeas e apresentam uma incisura anal posterior mais obtusa, enquanto nas fêmeas essa incisura é aguda ou arredondada. O xifiplastrão (a placa mais posterior do plastrão) é mais desenvolvido nos machos, com borda espessada e quase vertical; nas fêmeas, essa borda é chanfrada para dentro e para cima. Os escudos anais, além de auxiliar na identificação sexual, variam conforme a função: nos machos, formam um ângulo mais aberto, quase retilíneo, permitindo maior mobilidade da cauda; nas fêmeas, o ângulo é mais fechado (cerca de 90°) e as pontas estão mais próximas das marginais.
Adultos normalmente medem entre 30 e 35 centímetros (12–14 polegadas) de comprimento de carapaça, com machos ligeiramente maiores. Indivíduos com até 45 centímetros (18 polegadas) são comuns, e alguns ultrapassam os 50 centímetros (20 polegadas). O maior exemplar registrado, proveniente do Paraguai, media 60 centímetros (24 polegadas) e pesava mais de 28 quilos (68 libras). Ainda não se sabe se esses indivíduos excepcionalmente grandes resultam de fatores dietéticos, genéticos, de longevidade ou outros. Filhotes e juvenis possuem carapaças mais arredondadas e planas, com coloração predominantemente amarelo-clara a marrom. À medida que crescem, desenvolvem anéis escuros ao redor das aréolas. As margens da carapaça dos filhotes são serrilhadas, especialmente sobre os membros posteriores, o que pode favorecer tanto a camuflagem entre a serapilheira quanto dificultar a predação. Além disso, os jovens tendem a ser mais coloridos no geral.

### Variações
Vários autores dividiram o jabuti-piranga em diferentes grupos por anatomia e geografia. Peter Pritchard reconheceu sete tipos, mas a pesquisa de DNA identificou cinco genótipos. As diferenças mais óbvias são entre os grupos encontrados ao norte ou ao sul da Amazônia. bacia. As variantes "do norte" se parecem muito com o holótipo e se distinguem principalmente pela coloração da concha, cabeça e membros. As variantes ao sul da Amazônia são geralmente maiores e menores que o holótipo, têm um padrão plastral muito diferente e apresentam uma escama alargada ou "esporão" na parte interna do cotovelo do membro anterior.

## Distribuição e habitat

### Global

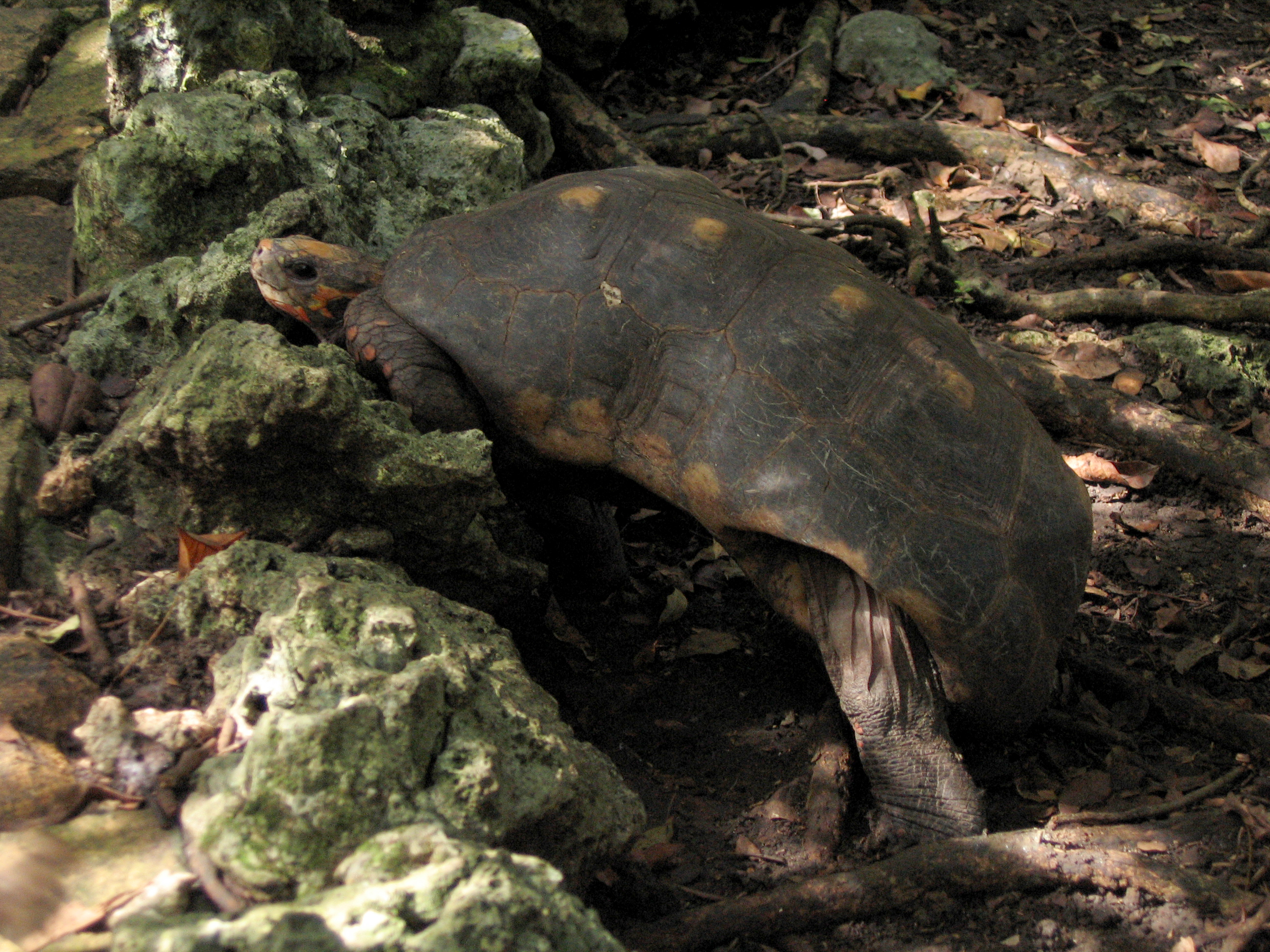
Indivíduo em Barbados

Os jabutis-pirangas apresentam ampla distribuição geográfica a leste dos Andes, estendendo-se do sudeste do Panamá até a Venezuela, Guiana, Suriname e Guiana Francesa, ao norte; para o sul, ocorrem na Colômbia, Equador, Peru e Bolívia, chegando ao Brasil, Paraguai e possivelmente ao norte da Argentina. No Panamá, são encontrados desde a região de Darién até o canal. Também estão presentes em diversas ilhas do Caribe, embora nem sempre esteja claro se são nativos ou introduzidos por humanos. Muitas das colônias parecem ter sido estabelecidas no século XVII como suprimento alimentar ou como animais de estimação. Ocupam áreas em Trindade, Tobago, Granada, Barbados, São Vicente e Granadinas, Santa Lúcia, Martinica, Dominica, Guadalupe, Ilhas de Sotavento, Ilhas Virgens, Barbuda, Porto Rico e nas antigas Antilhas Holandesas, vivendo em florestas sobre afloramentos rochosos ou dolinas.
A extensão de ocorrência estimada da espécie no território brasileiro é de 7 472 906 quilômetros quadrados, com base em um polígono convexo mínimo formado pelos pontos de registro até o limite da distribuição nos países vizinhos. Fora do Brasil, a extensão é estimada em 2 274 499 quilômetros quadrados, de acordo com Van Dijk et al. (2014), adaptado por NGeo RAN/ICMBio. Assim, a extensão de ocorrência global da espécie é de 9 747 405  quilômetros quadrados, sendo aproximadamente 77% dessa área localizada em território brasileiro.

### Brasil
No Brasil, a espécie ocorre numa vasta área, com registros confirmados nos estados de Alagoas, Amapá, Amazonas, Bahia, Ceará, Goiás, Maranhão, Mato Grosso, Mato Grosso do Sul, Paraíba, Pará, Pernambuco, Piauí, Rondônia, Roraima, Sergipe e Tocantins, nos biomas da Amazônia, Caatinga, Cerrado, Mata Atlântica e Pantanal. Há também um registro antigo no Recreio dos Bandeirantes, no litoral do estado do Rio de Janeiro. Embora existam registros da espécie em São Paulo, Espírito Santo e Santa Catarina, além de outras localidades do Rio de Janeiro, esses registros foram considerados possivelmente oriundos de indivíduos introduzidos, não sendo incluídos na avaliação oficial da distribuição natural.
Em termos hidrográficos, está presente nas sub-bacias do litoral do Amapá, do Araguaia, da foz do Amazonas, do Itapecuru-Paraguaçu, do litoral de Alagoas, Pernambuco, Paraíba, Ceará, Piauí e Sergipe, do Madeira, do Mearim, do Negro, do Paraguai 01, 02 e 03, do Paranaíba, do Paraná RH1, do Paraíba, do Baixo e Médio Parnaíba, do Paru, do Piranhas, do Purus, do Solimões, do Baixo, Médio e Submédio São Francisco, do Tapajós, do Alto e Baixo Tocantins, do Trombetas e do Xingu.

### Habitat
Os jabutis-pirangas ocorrem numa variedade de habitats, incluindo florestas tropicais úmidas, florestas secas e espinhosas, florestas temperadas e savanas. Preferem ambientes úmidos e densamente arborizados, evitando áreas lamacentas, devido à sua baixa capacidade de escavação. Esta espécie é menos comum em clareiras florestais dominadas por palmeiras, mangueiras e outras vegetações similares. O habitat ideal inclui temperaturas sazonais bastante constantes, próximas de 30 °C, raramente inferiores a 20 °C ou superiores a 35 °C, com alta umidade e regime pluviométrico elevado. A maior parte da sua área apresenta estação chuvosa mais fria (abril a agosto) e seca mais quente (setembro a março), embora ondas de frio ocasionais ocorram em algumas regiões do sul. São comumente encontrados em zonas de transição entre floresta e savana, como clareiras, bordas de mata e margens de cursos d’água.

## Ecologia

### Comunicação
Os jabutis-pirangas produzem uma série de sons semelhantes a cacarejos, comparáveis aos emitidos por galinhas domésticas. Esses vocalizações são emitidas principalmente pelos machos durante o cortejo ou o acasalamento. Juvenis também podem emitir cacarejos ou pios, frequentemente enquanto buscam alimento. Antes de vocalizarem, os jovens geralmente interrompem a forrageamento e balançam a cabeça, coordenando esse movimento com a emissão do som.

### Forrageamento e abrigos

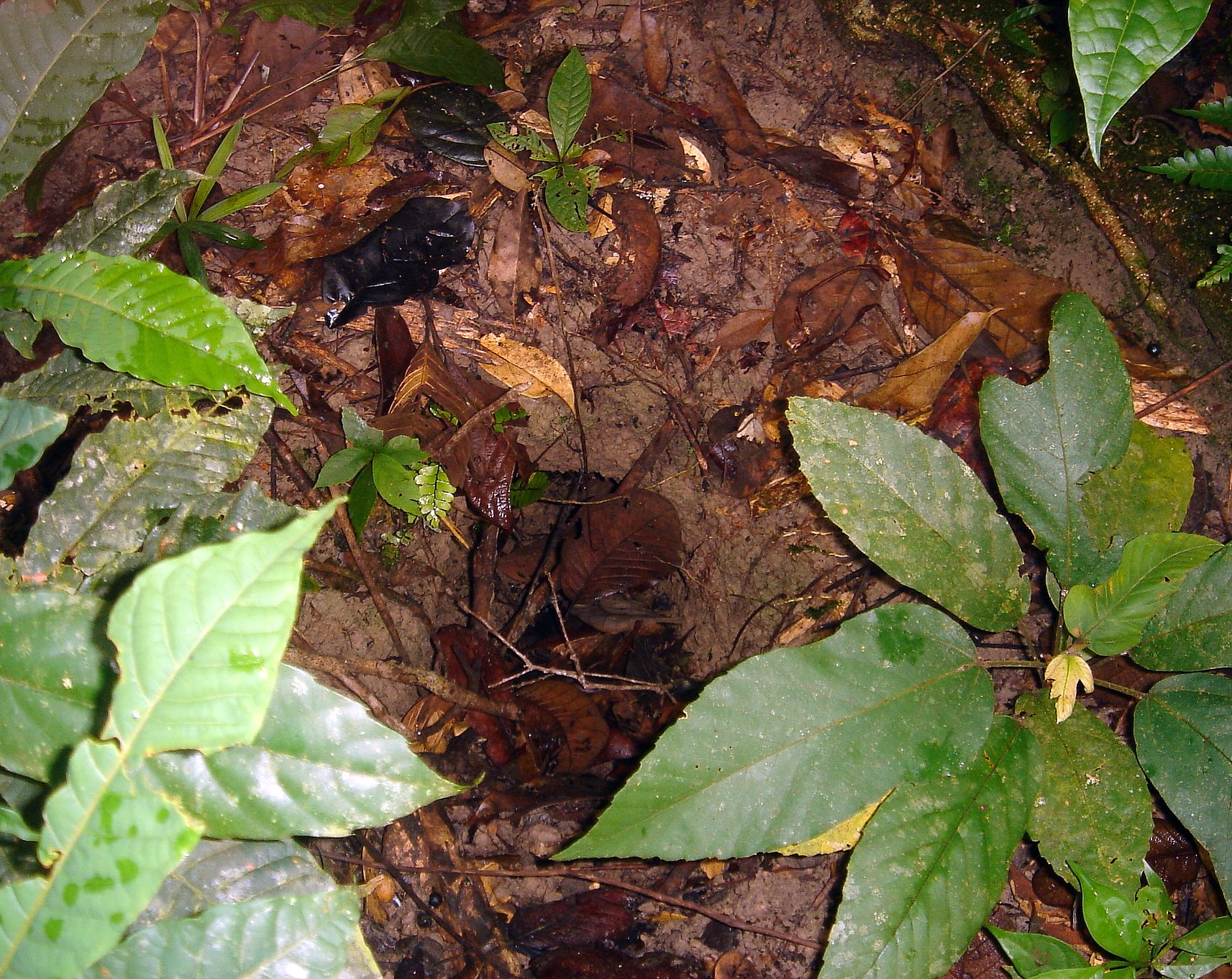
Toca de tatu abandonada

O clima na porção norte da cordilheira apresenta pouca variação diária e raramente atinge temperaturas excessivas para os jabutis-pirangas, que, por isso, não necessitam entrar em dormência e frequentemente forrageiam durante todo o dia. Na área de estudo de Moskovits, os indivíduos eram mais ativos após as 15h, enquanto em regiões mais quentes, a atividade tende a se concentrar nas primeiras horas da manhã e no final da tarde. Já nas porções meridionais da cordilheira, os animais enfrentam variações mais extremas de temperatura e umidade, com períodos mais quentes, frios e secos, o que pode levar à estivação quando o alimento escasseia, ou mesmo à hibernação em temperaturas muito baixas. Durante a estação chuvosa, os jabutis-pirangas aumentam sua atividade e costumam se enterrar na lama ou no lodo para manter a umidade corporal e se proteger do calor.
Esses animais procuram locais de abrigo que favoreçam a termorregulação e ofereçam proteção contra predadores. Locais como quedas de árvores, pilhas de detritos, tocas (especialmente de tatus e cutias), troncos ocos, buracos e vegetação densa são comumente utilizados. Frequentemente escolhem locais de descanso bem ajustados, encaixando-se entre raízes e troncos, embora muitas vezes fiquem parcialmente expostos. Em climas quentes, preferem áreas úmidas e sombreadas, e demonstram preferências individuais por certos tipos de abrigo. Tais locais são geralmente compartilhados, acomodando múltiplos indivíduos e marcados por rastros de cheiro, tamanha é a dificuldade de visibilidade. Alguns abrigos são tão usados que trilhas nítidas levam até eles, ainda que nem todos retornem regularmente. Além disso, os jabutis-pirangas apresentam comportamento semissocial: reúnem-se em locais de alimentação, não defendem territórios e compartilham recursos como frutas e carniça. São observados frequentemente seguindo uns aos outros - seja entre machos, fêmeas ou jovens - e até rastros deixados dias antes por outros indivíduos.

### Reprodução

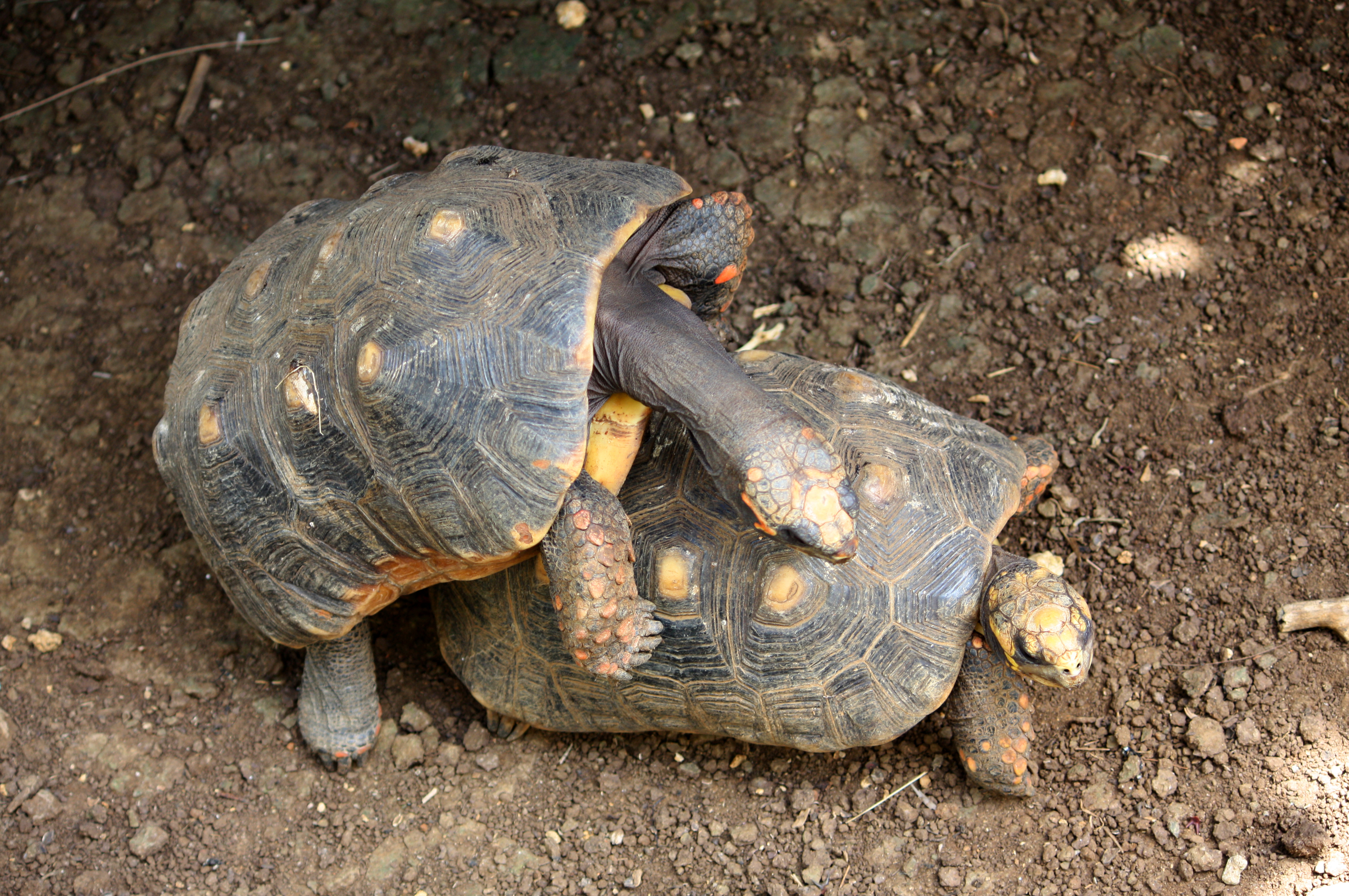
Indivíduos copulando

De acordo com Legler (1963), o comprimento retilíneo da carapaça do jabuti-piranga ao atingir a maturidade sexual varia entre 20 e 25 centímetros, enquanto Pritchard & Trebbau (1984) consideraram indivíduos com menos de 20 centímetros como jovens. A maioria atinge a maturidade sexual entre 200 e 250 milímetros, normalmente por volta dos cinco anos de idade. Em cativeiro, machos podem ultrapassar 51 centímetros e iniciar suas primeiras atividades sexuais com 17,3 centímetros, enquanto a menor fêmea registrada atingiu a maturidade com 24,7 centímetros, aos 11 anos de idade. A espécie é polígama, e os machos produzem sons semelhantes a "cacarejos" de galinha, acompanhados de movimentos gulares, que atraem fêmeas e afastam rivais. A competição entre machos envolve balanços de cabeça e confrontos físicos, onde o vencedor - aquele que consegue virar o oponente de costas - obtém acesso à fêmea para acasalar.
A reprodução ocorre de agosto a janeiro, com pico entre setembro e novembro, embora em cativeiro possa ocorrer o ano todo. A fêmea inicia a nidificação entre cinco e seis semanas após o acasalamento, podendo realizar de duas a cinco desovas por temporada. Os ninhos, com até 20 centímetros de profundidade, são escavados com as patas traseiras, e o solo pode ser amolecido com urina. Fêmeas inexperientes frequentemente abandonam ninhos parciais e iniciam novos. A postura, de dois a 15 ovos por ninhada (média de seis), ocorre a cada 30 a 120 segundos. Os ovos são esféricos, com cerca de 45 × 40 milímetros e peso médio de 50 gramas. Após a oviposição, o ninho é coberto e camuflado. O período de incubação varia entre 105 e 202 dias, com média de 150 dias, e a determinação do sexo é dependente da temperatura (TSD). Os filhotes emergem sozinhos, com carapaças de 39 a 45 milímetros e pesando de 22 a 30 gramas. Recém-nascidos permanecem no ninho por alguns dias, com carapaça plana e lados serrilhados, medindo cerca de 3,6 × 6,3 centímetros.
As subadultas crescem rapidamente. Para sustentar a reprodução, as fêmeas acumulam gordura e minerais nos ossos, utilizados na formação das cascas. Durante o desenvolvimento embrionário, mantêm dieta rica em nutrientes. Assim como outras tartarugas, os jabutis-pirangas podem se reproduzir durante a maior parte de suas vidas, embora a fecundidade e a taxa de sucesso das crias tendam a crescer com a idade e declinar na velhice. Raramente, os ovos são postos na superfície ou em locais inusitados, como entre cactos. Após a postura, as fêmeas costumam beber água e buscar abrigo. Apesar da falta de dados sobre longevidade em vida livre, muitos indivíduos vivem 30 anos ou mais, e a expectativa média em cativeiro é de cerca de 80 anos.

### Predação
Os filhotes e juveniles de jabuti-piranga enfrentam alto risco de predação. Lagartos teiús (Tupinambis), quatis-de-cauda-anelada (Nasua nasua), além de ratos e mangustos introduzidos, atacam ninhos e ovos. Muitos predadores capturam filhotes, incluindo grandes lagartos, cobras, crocodilianos e até mesmo tartarugas maiores. Diversas aves predadoras também se alimentam dos jovens, como mutuns (Crax), jacus (Penelope), saracuras (Aramides), cucos e falcões, bem como mamíferos como gatos (felídeos), gambás, raposas, queixadas e cães selvagens. Além dos humanos, o principal predador das tartarugas adultas é a onça-pintada (Panthera onca). Os jabutis-pirangas e os jabutis-tingas parecem representar uma fonte significativa de alimento às onças-pintadas em certas regiões de sua área de ocorrência, como no Parque Nacional de Manú, no Peru. Esses felinos mordem a carapaça e se esforçam para quebrá-la ou separá-la, a fim de acessar os tecidos moles internos. Muitos indivíduos apresentam marcas de dentes resultantes de ataques dos quais sobreviveram, geralmente na extremidade posterior, quando estavam protegidos em tocas ou outros tipos de abrigo.

### Alimentação
Discutir a dieta dos jabutis-pirangas é um desafio devido à ampla variedade de alimentos que consome, à diversidade e sazonalidade das plantas disponíveis em sua extensa área de distribuição, à dificuldade de interpretação dos dados de campo e às discrepâncias entre observações diretas e análises de pelotas fecais, que frequentemente apresentam resultados divergentes. Espécies florestais do gênero Chelonoidis, assim como Indotestudo, Manouria e Kinixys, são onívoras e possuem intestinos delgado e grosso com comprimentos relativamente semelhantes. Já gêneros mais herbívoros, como Gopherus e Testudo, possuem intestinos grossos proporcionalmente mais longos, adaptados à digestão de gramíneas fibrosas. A maioria das tartarugas onívoras, como o jabuti-piranga, não apresenta outras especializações digestivas marcantes, refletindo uma dieta generalista e flexível.
Grande parte da dieta consiste em frutas ou vagems. Frutas consumidas incluem espécies de cactos (Opuntia), figos (Ficus), Acacia aroma, Spondias, Annona, Philodendron, bromélias, entre outras. Análises de fezes frequentemente revelam até cinco tipos diferentes de frutos por amostra. A fruta é ingerida inteira, e as sementes são eliminadas intactas, possibilitando sua germinação e conferindo à espécie um papel relevante como dispersor de sementes. Indivíduos foram observados à base de árvores frutíferas, aparentemente aguardando a queda dos frutos.
A composição da dieta varia conforme a estação e a disponibilidade de alimentos. Durante a estação chuvosa, a alimentação é composta por cerca de 70% de frutas, 25% de folhas e brotos frescos, e o restante por fungos e matéria animal. Na estação seca, a dieta consiste em 40% de frutas, 23% de flores, 16% de folhas e brotos, com o restante composto por fungos, musgos e matéria animal. Tartarugas onívoras também buscam alimentos ricos em cálcio, mesmo quando outros itens mais acessíveis estão disponíveis. Na ausência de cálcio suficiente na dieta, podem ingerir solo rico em minerais para suprir essa necessidade.

### Movimentos
Os jabutis-pirangas forrageiam em áreas que variam de 0,63 a 117,5 hectares, formando geralmente um padrão em "teia de aranha" centrado em um bom esconderijo ou em uma fruta caída recentemente. Movem-se metodicamente a uma velocidade média de 5 a 20 metros por hora, mas podem se erguer nas pernas longas e deslocar-se até 100 metros por hora quando desejam. Embora normalmente sigam padrões de zigue-zague ou em looping, às vezes caminham em linhas retas por distâncias superiores a 100 metros, frequentemente em ritmo acelerado, demonstrando preferência por se mover sob cobertura vegetal média a densa. Apesar de serem predominantemente terrestres e não possuírem adaptações morfológicas para natação, há registros de indivíduos flutuando em rios. Seu deslocamento usual é lento - cerca de 84 metros por hora -, mas são capazes de percorrer centenas de metros em um único dia, embora Moskovits (1985) tenha registrado um deslocamento médio diário de apenas 8,73 metros.

## Conservação
Em 2008, o jabuti-piranga foi classificado como quase ameaçado (NT) na Bolívia; em 2010, como pouco preocupante (LC) na Lista de Espécies Ameaçadas de Extinção da Fauna do Estado de Minas Gerais; e em 2018, como pouco preocupante (LC) no Livro Vermelho da Fauna Brasileira Ameaçada de Extinção do Instituto Chico Mendes de Conservação da Biodiversidade (ICMBio). Também consta no Apêndice II da Convenção sobre o Comércio Internacional das Espécies da Fauna e da Flora Silvestres Ameaçadas de Extinção (CITES).
Em sua área de distribuição no Brasil, o jabuti-piranga está presente em várias áreas de conservação:
Área de Proteção Ambiental (APA)
- Delta do Parnaíba
- Piaçabuçu
- Marituba do Peixe
- Serra de Baturité
- Arquipélago do Marajó
- Ilha do Bananal/Cantão
- Pouso Alto

Estação Ecológica (ESEC)
- Maracá
- Maracá-Jipioca
- Raso da Catarina
- Grão-Pará

Floresta Nacional (Flona)
- Altamira
- Carajás
- Tapajós
- Trairão

Floresta Estadual
- Faro
- Amapá

Parque Nacional (PARNA)
- Campos Amazônicos
- Serra da Capivara
- Jaú
- Tumucumaque

Reserva Biológica (Rebio)
- Rio Trombetas

Reserva Extrativista (Resex)
- Baixo Juruá
- Médio Juruá
- Tapajós-Arapiuns
- Pedras Negras

Refúgio de Vida Silvestre (Revis)
- Mata de Tapacurá

Reserva Particular do Patrimônio Natural (RPPN)
- Fazenda Santa Clara
- Maurício Dantas

Terras Indígenas / Áreas Especiais
- Cachoeirinha
- Jumina
- Kayapó
- Parque do Araguaia
- Raposa Serra do Sol
- Yanomami
- Uaçá

### Ameaças
As principais ameaças ao jabuti-piranga estão associadas às atividades agropecuárias e à exploração ilegal da fauna. No Brasil, muitas subpopulações foram historicamente exploradas tanto para consumo humano quanto para o comércio ilegal de animais de estimação. De acordo com Destro et al. (2012), entre 2005 e 2009, jabutis do gênero Chelonoidis figuraram como o 28.º táxon mais apreendido pelo Instituto Brasileiro do Meio Ambiente e dos Recursos Naturais Renováveis (Ibama) e por instituições parceiras. No grupo dos répteis, ocupam a 5.ª posição em número de apreensões. Um exemplo alarmante vem do Centro de Triagem de Animais Silvestres (Cetas)/Ibama do estado do Piauí, que registrou o jabuti-piranga como a terceira espécie mais recebida em 2011. Entre 2000 e 2015, o Ibama lavrou 1 803 autos referentes à apreensão de espécimes ou subprodutos (carne e peles) de quelônios, totalizando 61 623 indivíduos e 4 626 quilos de produtos apreendidos.
Segundo Juliana Rodrigues, esses dados revelam que, por auto, o número de indivíduos variou de um a sete mil, e o peso dos subprodutos apreendidos oscilou entre um e 3 700 quilos. As apreensões de quelônios ocorreram em todas as regiões do país, com maior concentração nas regiões Norte (38,9%; n=702) e Nordeste (36,7%; n=663). Foram lavrados autos em quase todos os estados, exceto Santa Catarina, com destaque para o Amazonas, que concentrou 402 autos e resultou na apreensão de 34 619 indivíduos e mais de 964 quilos de produtos. As espécies mais frequentemente identificadas foram: tartaruga-da-amazônia (Podocnemis expansa), tracajá (Podocnemis unifilis), jabuti-piranga, jabuti-tinga e a tartaruga-tigre-d'água (Trachemys dorbigni). No entanto, em pelo menos 709 autos, os animais não foram identificados até o nível de espécie, sendo registrados apenas como "jabuti" ou "tartaruga". Apreensões de jabuti-piranga foram registradas em quase todos os estados, com exceção de Mato Grosso, Mato Grosso do Sul, Paraná, Roraima e Santa Catarina. O estado do Ceará teve o maior número de autos (n=80), com 142 indivíduos apreendidos, enquanto a Bahia, com apenas 23 autos, registrou 330 indivíduos confiscados.

### População
Poucas informações estão disponíveis sobre densidade populacional ou razão sexual dos jabutis-pirangas. Embora muitos espécimes sejam registrados em estações de pesquisa e em áreas urbanas próximas, isso provavelmente reflete mais a facilidade de detecção do que uma maior abundância local. A espécie é considerada uma das tartarugas mais comuns em diversas regiões. Na Venezuela, durante a construção de uma barragem em Edo, centenas de jabutis-pirangas e jabutis-tingas foram capturadas para realocação, e grandes quantidades são frequentemente encontradas em mercados ou confiscadas em aeroportos. No entanto, há poucos registros no Peru, Equador, Argentina e Brasil Central. No Escudo das Guianas, observa-se uma distribuição irregular, com ilhas de alta densidade populacional intercaladas por trechos com ocorrência rara. A dificuldade em detectar indivíduos - frequentemente ocultos em tocas profundas ou vegetação densa - complica estimativas precisas, e cães treinados têm sido usados com sucesso para localizar animais. Um estudo em Maracá (Roraima) apontou uma razão sexual de 1,32 machos por fêmea e densidade de 1,05 indivíduos por hectare, embora esse valor possa ser subestimado.
Vogt (2008) relata que a espécie é relativamente comum no Brasil. Bruno Ferronato observa que ela é facilmente encontrada na Fazenda Caiman (Mato Grosso do Sul), especialmente durante a estação chuvosa. No Pará, a densidade pode ser de até 0,30 indivíduos por hectare. Apesar desses registros, a tendência populacional geral permanece desconhecida. Há indícios de conectividade genética entre populações de países vizinhos, mas o impacto disso na manutenção das subpopulações brasileiras ainda é incerto. Segundo Isaías José dos Reis, existem espécimes aparentemente híbridos entre jabutis-pirangas e jabutis-tingas vivendo em liberdade, embora ainda seja necessário confirmar se esses híbridos são férteis ou estéreis.

### Uso humano
No Brasil, o jabuti-piranga é amplamente utilizada para alimentação humana, criação como animal de estimação e fins medicinais. Em Duque de Caxias, no Rio de Janeiro, seu uso também se estende a rituais religiosos. Em estados como Goiás, São Paulo, Minas Gerais e Mato Grosso, são comuns as discussões sobre a criação doméstica desses animais, associando-os a práticas populares de cura, como o tratamento de asma, bronquite e proteção contra o "mau olhado", o que intensifica sua utilização tanto em áreas urbanas quanto rurais. De acordo com Melo Moura et al. (2014), no Nordeste, a gordura, o óleo extraído da banha e raspas da carapaça são utilizados com fins zooterápicos no tratamento de doenças respiratórias, dores na coluna e ouvido, edemas, hemorragias, reumatismo, artrose, diarreia, tumores, erisipela, além de serem empregados como calmantes, no alívio de dores de ouvido e da acne, e até como estimulantes sexuais. Moacir Tinôco relata a venda de jabutis em feiras livres de Salvador. na Bahia. Em 2016, havia oito criadouros comerciais legalizados da espécie registrados no SISFauna/Ibama, situados nos estados da Bahia (n=4), Ceará (n=2) e Paraná (n=2), além de 19 criadouros de revenda autorizados nas regiões Sul (Santa Catarina, Paraná e Rio Grande do Sul), Sudeste (Minas Gerais e Rio de Janeiro) e Centro-Oeste (Goiás e Distrito Federal). Esses estabelecimentos estavam regulamentados pela Portaria Ibama n.º 118/97, mas a Instrução Normativa Ibama n.º 07/2015 determinou que novos criadouros com fins comerciais de animais de estimação só poderão ser autorizados após a publicação da lista referida na Resolução Conama nº 394, de 6 de novembro de 2007. Segundo Andrade (2008), a criação legal de quelônios por proprietários autorizados pode, em certa medida, atenuar os impactos da caça sobre as subpopulações naturais.

### Cativeiro
Sempre que as condições climáticas forem favoráveis, os jabutis devem ser mantidos ao ar livre, em cercados que ofereçam espaço suficiente para exercício, com paredes seguras de pelo menos 1,5 vez a altura do animal, além de proteção contra fugas e predadores. Abrigos adequados e acesso constante à água são indispensáveis nesse tipo de instalação. Para ambientes internos, o alojamento deve ser adaptado ao tamanho da tartaruga, ser seguro, à prova d’água - especialmente para espécies que necessitam de alta umidade - e fornecer espaço apropriado. Enquanto aquários e banheiras plásticas são comumente utilizados para indivíduos jovens, estruturas maiores como “mesas para tartarugas” (estantes deitadas sem prateleiras), miniestufas internas ou cercados amplos são preferíveis para exemplares adultos ou grupos. O substrato pode incluir cobertura de madeira (como cipreste), fibra de coco, terra misturada com areia ou combinações desses materiais. O ambiente deve contar com esconderijos, recipientes de água e, preferencialmente, plantas vivas ou artificiais de seda. Os parâmetros ambientais devem ser mantidos dentro de faixas adequadas: os jabutis-pirangas são mais ativas entre 27 °C e 30 °C, com uma área mais quente entre 30 °C e 31 °C; à noite, as temperaturas podem baixar alguns graus. A umidade deve ser elevada em parte do habitat, e a iluminação deve ser baixa e difusa, ou o ambiente deve conter áreas sombreadas. Em ambientes internos, recomenda-se o uso de lâmpadas que emitam radiação UVB para garantir o metabolismo adequado do cálcio e a regulação da glândula pineal.